# Hermacha itatiayae
Hermacha itatiayae là một loài nhện trong họ Nemesiidae.
Hermacha itatiayae được miêu tả năm 1923 bởi Mello-Leitão.